# Portugalsko na Letních olympijských hrách 1960
Portugalsko se účastnilo Letní olympiády 1960 v italském Římě. Zastupovalo ho 65 sportovců (60 mužů a 5 žen) v 11 sportech.

## Medailisté
| Medaile | Jméno                         | Sport    | Soutěž     |
| ------- | ----------------------------- | -------- | ---------- |
| Stříbro | José Manuel Quina Mário Quina | Jachting | Třída Star |